# Coppa del Mondo di sci alpino 1979
La Coppa del Mondo di sci alpino 1979  fu la tredicesima edizione della manifestazione organizzata dalla Federazione Internazionale Sci.
La stagione maschile ebbe inizio il 9 dicembre 1978 a Schladming, in Austria, e si concluse il 19 marzo 1979 a Furano, in Giappone; furono disputate 33 gare (9 discese libere, 10 slalom giganti, 10 slalom speciali, 4 combinate), in 18 diverse località. Lo svizzero Peter Lüscher si aggiudicò la Coppa del Mondo generale; il suo connazionale Peter Müller vinse la Coppa di discesa libera, lo svedese Ingemar Stenmark quelle di slalom gigante e di slalom speciale. Stenmark era il detentore uscente della Coppa generale.
La stagione femminile ebbe inizio il 9 dicembre 1978 a Piancavallo, in Italia, e si concluse il 19 marzo 1979 a Furano, in Giappone; furono disputate 26 gare (7 discese libere, 6 slalom giganti, 9 slalom speciali, 4 combinate), in 14 diverse località. L'austriaca Annemarie Moser-Pröll si aggiudicò sia la Coppa del Mondo generale, sia quella di discesa libera; la tedesca occidentale Christa Kinshofer vinse la Coppa di slalom gigante, l'austriaca Regina Sackl quella di slalom speciale. La liechtensteinese Hanni Wenzel era la detentrice uscente della Coppa generale.
In questa stagione fu introdotto un nuovo metodo di calcolo dei punteggi, che avvantaggiava enormemente gli sciatori polivalenti e i combinatisti a danno degli specialisti delle gare tecniche o veloci: con il nuovo regolamento potevano essere conteggiati ai fini della classifica generale solo i punti di un numero limitato di gare per specialità (due di discesa libera, tre di slalom gigante e di slalom speciale, ma tutte le combinate). I punti furono assegnati non più solo ai primi dieci classificati di ogni prova, ma ai primi quindici, a scalare (25 al primo, 1 al quindicesimo). Questa modifica penalizzò in particolare Stenmark, dominatore in quegli anni delle specialità tecniche (slalom gigante e slalom speciale) e vincitore della Coppa del Mondo nel 1976, nel 1977 e nel 1978.

## Uomini

### Risultati
| Data             | Località               | Nazione        | Pista             | Spec. | Primo                | Secondo              | Terzo                |
| ---------------- | ---------------------- | -------------- | ----------------- | ----- | -------------------- | -------------------- | -------------------- |
| 9 dicembre 1978  | Schladming             | Austria        |                   | GS    | Ingemar Stenmark     | Peter Lüscher        | Leonardo David       |
| 10 dicembre 1978 | Schladming             | Austria        |                   | DH    | Ken Read             | Dave Murray          | Vladimir Makeev      |
| 10 dicembre 1978 | Schladming             | Austria        |                   | KB    | Peter Lüscher        | Leonhard Stock       | Andreas Wenzel       |
| 13 dicembre 1978 | Madonna di Campiglio   | Italia         | 3-Tre             | SL    | Martial Donnet       | Peter Lüscher        | Christian Neureuther |
| 16 dicembre 1978 | Val Gardena            | Italia         | Saslong           | DH    | Josef Walcher        | Peter Müller         | Walter Vesti         |
| 17 dicembre 1978 | Val Gardena            | Italia         | Saslong           | DH    | Erik Håker           | Peter Müller         | Ken Read             |
| 21 dicembre 1978 | Kranjska Gora          | Jugoslavia     |                   | SL    | Ingemar Stenmark     | Paul Frommelt        | Leonardo David       |
| 22 dicembre 1978 | Kranjska Gora          | Jugoslavia     |                   | GS    | Ingemar Stenmark     | Peter Lüscher        | Bojan Križaj         |
| 6 gennaio 1979   | Morzine                | Francia        |                   | DH    | Steve Podborski      | Herbert Plank        | Uli Spieß            |
| 7 gennaio 1979   | Courchevel             | Francia        |                   | GS    | Ingemar Stenmark     | Peter Lüscher        | Bojan Križaj         |
| 9 gennaio 1979   | Crans-Montana          | Svizzera       |                   | SL    | Christian Neureuther | Petăr Popangelov     | Karl Trojer          |
| 14 gennaio 1979  | Crans-Montana          | Svizzera       |                   | DH    | Toni Bürgler         | Peter Müller         | Ken Read             |
| 15 gennaio 1979  | Crans-Montana          | Svizzera       |                   | SL    | Paul Frommelt        | Andreas Wenzel       | Ingemar Stenmark     |
| 15 gennaio 1979  | Crans-Montana          | Svizzera       |                   | KB    | Phil Mahre           | Andreas Wenzel       | Piero Gros           |
| 16 gennaio 1979  | Adelboden              | Svizzera       | Chuenisbärgli     | GS    | Ingemar Stenmark     | Andreas Wenzel       | Jacques Lüthy        |
| 20 gennaio 1979  | Kitzbühel              | Austria        | Streif            | DH    | Sepp Ferstl          | Peter Wirnsberger    | Uli Spieß            |
| 21 gennaio 1979  | Kitzbühel              | Austria        | Ganslern          | SL    | Christian Neureuther | Ingemar Stenmark     | Phil Mahre           |
| 21 gennaio 1979  | Kitzbühel              | Austria        | Streif Ganslern   | KB    | Anton Steiner        | Andreas Wenzel       | Peter Lüscher        |
| 23 gennaio 1979  | Steinach am Brenner    | Austria        |                   | GS    | Ingemar Stenmark     | Peter Lüscher        | Andreas Wenzel       |
| 27 gennaio 1979  | Garmisch-Partenkirchen | Germania Ovest | Kandahar          | DH    | Peter Wirnsberger    | Uli Spieß            | Herbert Plank        |
| 28 gennaio 1979  | Garmisch-Partenkirchen | Germania Ovest | Gudiberg          | SL    | Peter Lüscher        | Phil Mahre           | Petăr Popangelov     |
| 28 gennaio 1979  | Garmisch-Partenkirchen | Germania Ovest | Kandahar Gudiberg | KB    | Peter Lüscher        | Phil Mahre           | Andreas Wenzel       |
| 1º febbraio 1979 | Villars-sur-Ollon      | Svizzera       |                   | DH    | Peter Müller         | Leonhard Stock       | Werner Grissmann     |
| 4 febbraio 1979  | Jasná                  | Cecoslovacchia |                   | GS    | Ingemar Stenmark     | Bojan Križaj         | Heini Hemmi          |
| 5 febbraio 1979  | Jasná                  | Cecoslovacchia |                   | SL    | Phil Mahre           | Leonardo David       | Ingemar Stenmark     |
| 7 febbraio 1979  | Oslo                   | Norvegia       |                   | SL    | Leonardo David       | Ingemar Stenmark     | Phil Mahre           |
| 10 febbraio 1979 | Åre                    | Svezia         |                   | GS    | Ingemar Stenmark     | Phil Mahre           | Jacques Lüthy        |
| 11 febbraio 1979 | Åre                    | Svezia         |                   | SL    | Ingemar Stenmark     | Phil Mahre           | Gustav Thöni         |
| 3 marzo 1979     | Lake Placid            | Stati Uniti    |                   | DH    | Peter Wirnsberger    | Peter Müller         | Dave Murray          |
| 4 marzo 1979     | Lake Placid            | Stati Uniti    |                   | GS    | Ingemar Stenmark     | Hans Enn             | Peter Lüscher        |
| 12 marzo 1979    | Heavenly Valley        | Stati Uniti    |                   | GS    | Ingemar Stenmark     | Bojan Križaj         | Hans Enn             |
| 17 marzo 1979    | Furano                 | Giappone       |                   | SL    | Ingemar Stenmark     | Christian Neureuther | Paul Frommelt        |
| 19 marzo 1979    | Furano                 | Giappone       |                   | GS    | Ingemar Stenmark     | Heini Hemmi          | Jean-Luc Fournier    |

Legenda:

DH = discesa libera

GS = slalom gigante

SL = slalom speciale

KB = combinata

### Classifiche

#### Generale

Peter Lüscher nel 1980

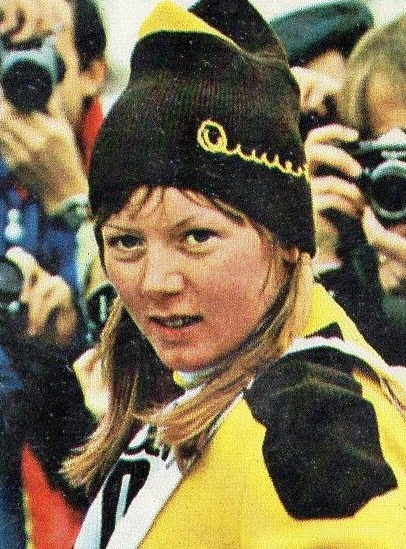
Annemarie Moser-Pröll nel 1972

| Pos. | Nome             | Nazione       | Punti |
| ---- | ---------------- | ------------- | ----- |
| 1    | Peter Lüscher    | Svizzera      | 186   |
| 2    | Leonhard Stock   | Austria       | 163   |
| 3    | Phil Mahre       | Stati Uniti   | 155   |
| 4    | Piero Gros       | Italia        | 152   |
| 5    | Ingemar Stenmark | Svezia        | 150   |
| 6    | Andreas Wenzel   | Liechtenstein | 148   |
| 7    | Anton Steiner    | Austria       | 107   |
| 8    | Bojan Križaj     | Jugoslavia    | 106   |
| 9    | Gustav Thöni     | Italia        | 92    |
| 10   | Steve Mahre      | Stati Uniti   | 86    |

#### Discesa libera
| Pos. | Nome              | Nazione  | Punti |
| ---- | ----------------- | -------- | ----- |
| 1    | Peter Müller      | Svizzera | 109   |
| 2    | Peter Wirnsberger | Austria  | 89    |
| 3    | Toni Bürgler      | Svizzera | 80    |
| 4    | Ken Read          | Canada   | 75    |
| 4    | Uli Spieß         | Austria  | 75    |

#### Slalom gigante
| Pos. | Nome             | Nazione    | Punti |
| ---- | ---------------- | ---------- | ----- |
| 1    | Ingemar Stenmark | Svezia     | 125   |
| 2    | Peter Lüscher    | Svizzera   | 104   |
| 3    | Bojan Križaj     | Jugoslavia | 96    |
| 4    | Heini Hemmi      | Svizzera   | 86    |
| 5    | Jacques Lüthy    | Svizzera   | 75    |

#### Slalom speciale
| Pos. | Nome                 | Nazione        | Punti |
| ---- | -------------------- | -------------- | ----- |
| 1    | Ingemar Stenmark     | Svezia         | 119   |
| 2    | Phil Mahre           | Stati Uniti    | 107   |
| 3    | Christian Neureuther | Germania Ovest | 97    |
| 4    | Petăr Popangelov     | Bulgaria       | 96    |
| 5    | Paul Frommelt        | Liechtenstein  | 92    |

## Donne

### Risultati
| Data             | Località        | Nazione        | Pista | Spec. | Prima                 | Seconda               | Terza                            |
| ---------------- | --------------- | -------------- | ----- | ----- | --------------------- | --------------------- | -------------------------------- |
| 9 dicembre 1978  | Piancavallo     | Italia         |       | DH    | Annemarie Moser-Pröll | Doris De Agostini     | Evelyne Dirren                   |
| 10 dicembre 1978 | Piancavallo     | Italia         |       | SL    | Abbi Fisher           | Perrine Pelen         | Claudia Giordani Tamara McKinney |
| 12 dicembre 1978 | Piancavallo     | Italia         |       | GS    | Hanni Wenzel          | Marie-Theres Nadig    | Irene Epple                      |
| 17 dicembre 1978 | Val-d'Isère     | Francia        |       | DH    | Annemarie Moser-Pröll | Evi Mittermaier       | Bernadette Zurbriggen            |
| 18 dicembre 1978 | Val-d'Isère     | Francia        |       | SL    | Christa Kinshofer     | Hanni Wenzel          | Marie-Theres Nadig               |
| 18 dicembre 1978 | Val-d'Isère     | Francia        |       | KB    | Marie-Theres Nadig    | Annemarie Moser-Pröll | Hanni Wenzel                     |
| 7 gennaio 1979   | Les Gets        | Francia        |       | GS    | Christa Kinshofer     | Hanni Wenzel          | Regina Sackl                     |
| 8 gennaio 1979   | Les Gets        | Francia        |       | SL    | Regina Sackl          | Perrine Pelen         | Annemarie Moser-Pröll            |
| 12 gennaio 1979  | Les Diablerets  | Svizzera       |       | DH    | Annemarie Moser-Pröll | Evi Mittermaier       | Marie-Theres Nadig               |
| 17 gennaio 1979  | Meiringen       | Svizzera       |       | DH    | Annemarie Moser-Pröll | Irene Epple           | Bernadette Zurbriggen            |
| 19 gennaio 1979  | Meiringen       | Svizzera       |       | SL    | Regina Sackl          | Claudia Giordani      | Maria Kurz-Schlechter            |
| 19 gennaio 1979  | Meiringen       | Svizzera       |       | KB    | Annemarie Moser-Pröll | Fabienne Serrat       | Hanni Wenzel                     |
| 23 gennaio 1979  | Schruns         | Austria        |       | SL    | Lea Sölkner           | Claudia Giordani      | Annemarie Moser-Pröll            |
| 26 gennaio 1979  | Schruns         | Austria        |       | DH    | Annemarie Moser-Pröll | Cindy Nelson          | Irene Epple                      |
| 26 gennaio 1979  | Schruns         | Austria        |       | KB    | Annemarie Moser-Pröll | Cindy Nelson          | Hanni Wenzel                     |
| 27 gennaio 1979  | Mellau          | Austria        |       | SL    | Maria Rosa Quario     | Annemarie Moser-Pröll | Perrine Pelen                    |
| 3 febbraio 1979  | Pfronten        | Germania Ovest |       | SL    | Hanni Wenzel          | Fabienne Serrat       | Regina Sackl                     |
| 4 febbraio 1979  | Pfronten        | Germania Ovest |       | DH    | Cindy Nelson          | Caroline Attia        | Irene Epple                      |
| 4 febbraio 1979  | Pfronten        | Germania Ovest |       | KB    | Hanni Wenzel          | Irene Epple           | Cindy Nelson                     |
| 6 febbraio 1979  | Berchtesgaden   | Germania Ovest | Loipl | GS    | Christa Kinshofer     | Irene Epple           | Annemarie Moser-Pröll            |
| 8 febbraio 1979  | Maribor         | Jugoslavia     |       | SL    | Hanni Wenzel          | Christa Kinshofer     | Maria Rosa Quario                |
| 2 marzo 1979     | Lake Placid     | Stati Uniti    |       | DH    | Annemarie Moser-Pröll | Marie-Theres Nadig    | Bernadette Zurbriggen            |
| 8 marzo 1979     | Aspen           | Stati Uniti    |       | GS    | Christa Kinshofer     | Irene Epple           | Marie-Theres Nadig               |
| 11 marzo 1979    | Heavenly Valley | Stati Uniti    |       | GS    | Christa Kinshofer     | Hanni Wenzel          | Irene Epple                      |
| 18 marzo 1979    | Furano          | Giappone       |       | SL    | Perrine Pelen         | Hanni Wenzel          | Annemarie Moser-Pröll            |
| 19 marzo 1979    | Furano          | Giappone       |       | GS    | Marie-Theres Nadig    | Annemarie Moser-Pröll | Irene Epple                      |

Legenda:

DH = discesa libera

GS = slalom gigante

SL = slalom speciale

KB = combinata

### Classifiche

#### Generale
| Pos. | Nome                  | Nazione        | Punti |
| ---- | --------------------- | -------------- | ----- |
| 1    | Annemarie Moser-Pröll | Austria        | 243   |
| 2    | Hanni Wenzel          | Liechtenstein  | 240   |
| 3    | Irene Epple           | Germania Ovest | 189   |
| 4    | Cindy Nelson          | Stati Uniti    | 168   |
| 5    | Marie-Theres Nadig    | Svizzera       | 156   |
| 6    | Fabienne Serrat       | Francia        | 151   |
| 7    | Regina Sackl          | Austria        | 112   |
| 8    | Christa Kinshofer     | Austria        | 110   |
| 9    | Perrine Pelen         | Francia        | 100   |
| 10   | Claudia Giordani      | Italia         | 98    |

#### Discesa libera
| Pos. | Nome                  | Nazione        | Punti |
| ---- | --------------------- | -------------- | ----- |
| 1    | Annemarie Moser-Pröll | Austria        | 125   |
| 2    | Bernadette Zurbriggen | Svizzera       | 90    |
| 3    | Marie-Theres Nadig    | Svizzera       | 89    |
| 4    | Cindy Nelson          | Stati Uniti    | 82    |
| 5    | Irene Epple           | Germania Ovest | 81    |

#### Slalom gigante
| Pos. | Nome               | Nazione        | Punti |
| ---- | ------------------ | -------------- | ----- |
| 1    | Christa Kinshofer  | Germania Ovest | 125   |
| 2    | Hanni Wenzel       | Liechtenstein  | 112   |
| 3    | Irene Epple        | Germania Ovest | 105   |
| 4    | Marie-Theres Nadig | Svizzera       | 94    |
| 5    | Fabienne Serrat    | Francia        | 65    |

#### Slalom speciale
| Pos. | Nome                  | Nazione       | Punti |
| ---- | --------------------- | ------------- | ----- |
| 1    | Regina Sackl          | Austria       | 105   |
| 2    | Annemarie Moser-Pröll | Austria       | 87    |
| 3    | Lea Sölkner           | Austria       | 84    |
| 4    | Perrine Pelen         | Francia       | 82    |
| 5    | Claudia Giordani      | Italia        | 81    |
| 5    | Hanni Wenzel          | Liechtenstein | 81    |